# Ромер, Тадеуш
Тадеуш Людвик Ромер (пол. Tadeusz Ludwik Romer; 06.12.1894, близ Каунаса, Ковенская губерния — 23.03.1978, Монреаль) — польский дипломат и политик.
Учился в Лозанне и Фрибурге.
В 1935—1937 годах посол Польши в Португалии.

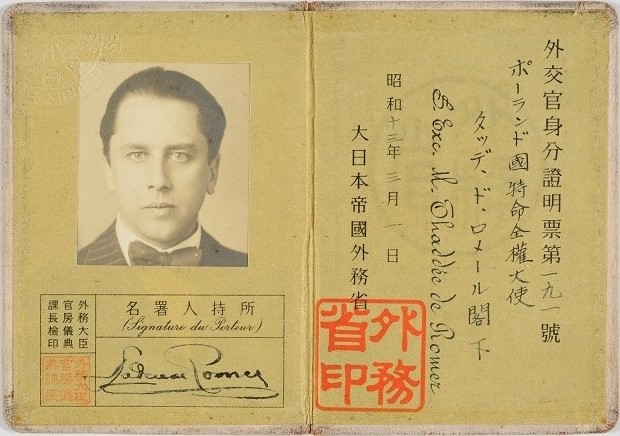

В 1937—1941 годах посол Польши в Японии. В 1940—1941 годах организовал вывоз из Владивостока в Японию 2185 человек (среди которых — 97 % евреев), уроженцев Вильно и Ковно (Вильнюса и Каунаса). Всего Т. Ромеру удалось организовать выезд из воюющих стран около 16 тысяч евреев. В 1942 году польское посольство было вынуждено переехать в Китай.
В 1942—1943 годах посол Польши в СССР. Именно при нём 25.04.1943 были разорваны польско-советские дипломатические отношения вследствие открывшейся Катыни.
В 1943—1944 годах министр иностранных дел польского правительства в изгнании.
После войны он поселился в Канаде, работал в Университете Макгилла. С 1963 по 1978 год был президентом Польского научного института.